# Søpindsvin
Søpindsvin er en klasse af havdyr, der som regel lever på havbunden tæt ved kysten og karakteriseres ved en rund, femtalssymmetrisk (radiærsymmetrisk) krop, hvorfra pigge stikker ud i alle retninger. Nogle af piggene er lange (primære pigge), andre korte og børsteagtige (sekundære pigge). Nogle søpindsvin går også på deres pigge, mens andre ligesom søpølsen går på tentakler. Nogle bruger begge slags 'fødder'.
Søpindsvin kan være brune, sorte, lilla, grønne, hvide og røde. De fleste er 5-10 centimeter lange. Søpindsvinets ydre skelet af kalkplader danner et karakteristisk fossil, som ofte kan findes ved kysten og fra gammel tid i Danmark er kendt som tordensten, da man troede at det blev dannet ved lynnedslag.

## Søpindsvinets gener
Analyser af arternes genomer viser en stor lighed på det molekylære plan. Således har man fundet, at 70 procent af søpindsvinets 23.300 gener svarer til gener i mennesket. Søpindsvinets genom blev analyseret i 2006, og det har vist sig, at selv om søpindsvinet mangler organer, koder generne for proteiner for det naturlige immunsystem, syn, hørelse, smag, lugt og balance.

## Regulære og irregulære søpindsvin
Der findes to hovedformer af søpindsvin, kaldet de regulære (regularia) og de irregulære (irregularia).
De regulære søpindsvin er perfekt femtalssymmetriske, hvilket vil sige, at hvis man skar dyret vandret over, ville man se fem sektioner, der spejlede hinanden ligesom appelsinbåde. Deres mund sidder på midten af undersiden og gattet på midten af ryggen.
Irregulære søpindsvin tenderer mere mod bilateral symmetri, hvor gattet sidder længere tilbage på ryggen og munden forrest på undersiden.

## Arter
Et par af de danske arter:
- Strongylocentrotus droebachiensis (grønt søpindsvin) er et spiseligt søpindsvin. Det måler 8 centimeter i diameter. Det hører til de "regulære" søpindsvin, der er regelmæssigt radiært opbygget. Ret almindeligt i danske farvande, men som regel ikke på lavt vand.
- Echinus esculentus (spiseligt søpindsvin) er med sinen 10 centimeter eller mere i diameter det største søpindsvin i Danmark. Det er ret almindeligt i Nordsøen, Limfjorden og den nordlige og østlige del af Kattegat, hvor det især findes på hård algebevokset bund. Det har, ligesom andre regulære søpindsvin et kraftigt tandapparat, den såkaldte "Aristoteles' lygte", hvormed det gnaver alger, især havskræpper med deres bevoksning af mosdyr og goplepolypper. I Sydeuropa anses kønsorganerne, der sidder i den øverste del af skallen, for at være en delikatesse.[6]

## Klassifikation
- Klasse: Echinoidea
  - Slægt: Echinosoma
  - Slægt: Salmacis
  - Underklasse: Perischoechinoidea
    - Orden: Cidaroida

  - Underklasse: Euechinoidea
    - Overorden: Diadematacea
      - Orden: Echinothurioida
      - Orden: Diadematoida
      - Orden: Pedinoida

    - Overorden: Pedinoida
      - Orden: Salenoida
      - Orden: Phymosomatoida
      - Orden: Arbacioida
      - Orden: Temnopleuroida
      - Orden: Echinoida

    - Overorden: Gnathostomata
      - Orden: Holectypoida
      - Orden: Clypeasteroida

    - Overorden: Atelostomata
      - Orden: Cassiduloida
      - Orden: Spatangoida